# Ancízar López
Ancízar López López (Montenegro, Caldas; 25 de mayo de 1926 - Chocó; 6 de septiembre de 2005) fue un político y abogado colombiano, inspirador de la creación del departamento de Quindío y primer gobernador del mismo.

## Biografía
Nació en Montenegro en 1926, entonces parte del extinto Departamento del Viejo Caldas, hijo de los campesinos Manuel López Heano y Clementina López, que llegaron allí tras el fin de la guerra de los Mil Días. Estudió Derecho en la Universidad Javeriana en Bogotá.
Miembro del Partido Liberal durante toda su vida política, en las décadas de 1940 y 1950 fue concejal y alcalde de Armenia y Representante a la Cámara por el entonces departamento del Viejo Caldas. En la década de 1960 se convirtió en el máximo líder del movimiento regionalista que promovía la creación de un nuevo departamento en la punta sur de Caldas, logrando su objetivo al erigirse el departamento de Quindío en 1966, y convirtiéndose en su primer gobernador (1966-1969), por designación del Presidente Guillermo León Valencia. Desde 1970 fue Senador por el Quindío, siendo reelegido en sucesivas ocasiones hasta la década de 1990, y llegando a ser Presidente de esta corporación entre 1987 y 1989. Así mismo, fue embajador plenipotenciario de Colombia en las Naciones Unidas y presidente del Partido Liberal.
Se casó con Cornelia Botero Mejía y tuvo 5 hijos: Claudia Constanza, María Fernanda, María Teresa, Manuel Antonio y Cesar Augusto López Botero.
Tras retirarse de la política, se dedicó al cultivo de café, pero tras la crisis de los precios del café de la década de 1990, se fue a la bancarrota.

## Secuestro y muerte
El 11 de abril de 2002 fue secuestrado por delincuentes comunes, los cuales lo entregaron al Frente Cacique Calarcá del ELN; desde entonces fueron múltiples las manifestaciones pidiendo su liberación, considerando el agravamiento de la situación debido a su avanzada edad; incluso, el sacerdote Gabriel Arias Posada y el conductor Fernando Tamayo Duque, que fueron enviados para entregar el dinero que tenían, fueron asesinados, por ser insuficiente la suma.
Finalmente, el 6 de septiembre de 2005 fue anunciado su fallecimiento y la entrega de sus restos a la Cruz Roja en un punto desconocido de la selva colombiana. Nunca se esclareció si fue asesinado o falleció a causa de una enfermedad.